# Christopher Beeny
Christopher Beeny (London, 1941. július 7. – 2020. január 3.) angol színész, táncos.

## Filmjei
Mozifilmek
- Hosszan tartó emlékezet (The Long Memory) (1953)
- The Kidnappers (1953)
- Child's Play (1954)
- A pillanat embere (Man of the Moment) (1955)
- It's a Great Day! (1955)
- A French Mistress (1960)
- Orvos bajban (Doctor in Distress) (1963)
- Pop Pirates (1984)

Tv-filmek
- The Queen's Admiral (1953)
- Crown Matrimonial (1974)
- Értelem és érzelem (Sense & Sensibility) (2008)

Tv-sorozatok
- The Grove Family (1954–1957, 125 epizód)
- Probation Officer (1960, egy epizódban)
- ITV Television Playhouse (1961, egy epizódban)
- Emergency-Ward 10 (1960–1961, két epizódban)
- Yorky (1961, egy epizódban)
- Dixon of Dock Green (1962, egy epizódban)
- BBC Sunday-Night Play (1962, egy epizódban)
- Outbreak of Murder (1962, hét epizódban)
- The Plane Makers (1963, két epizódban)
- ITV Play of the Week (1963, egy epizódban)
- Taxi! (1963, egy epizódban)
- In Loving Memory (1969–1986, 37 epizódban)
- Softly Softly: Task Force (1970, egy epizódban)
- The Rivals of Sherlock Holmes (1971, egy epizódban)
- Upstairs, Downstairs (1971–1975, 46 epizódban)
- The Regiment (1972, egy epizódban)
- Armchair Theatre (1973, egy epizódban)
- The Sweeney (1975, egy epizódban)
- My Old Man (1975, egy epizódban)
- The Russell Harty Show (1975, egy epizódban)
- Whodunnit? (1976, 1978, két epizódban)
- Miss Jones and Son (1977–1978, nyolc epizódban)
- The Rag Trade (1977–1978, 22 epizódban)
- A bor nem válik vízzé (Last of the Summer Wine) (2001–2010, 27 epizódban)
- Emmerdale Farm (2006, egy epizódban)
- Honest (2008, egy epizódban)